# Nebelwerfer

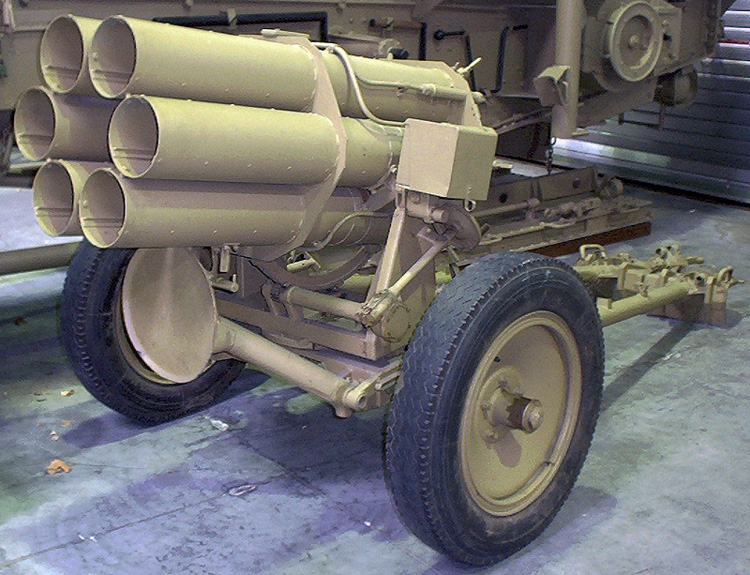
15-cm-Nebelwerfer 41 in der Wehrtechnischen Studiensammlung Koblenz

Als Nebelwerfer wurden die im Zweiten Weltkrieg von der Wehrmacht eingesetzten Raketenwerfer und auch anfänglich einige deutsche Granatwerfer bezeichnet.
Der Ursprungsbegriff sollte verschleiern, dass die Wehrmacht eine Truppengattung, die Nebeltruppe, aufbaute, die für den Einsatz und die Abwehr von chemischen Kampfstoffen ausgebildet und ausgerüstet war. Im weiteren Verlauf des Krieges entwickelte sich die Truppengattung schnell zur speziellen Artillerie für die Bekämpfung von Flächenzielen.

## Namensherkunft
Die Deutsche Nebeltruppe wurde im Oktober 1935 mit der Aufstellung der Nebel-Abteilungen 1 und 2 und der Nebel-Lehr-und-Versuchs-Abteilung gegründet.
Seit der frühen Nachkriegszeit existiert die Behauptung, der Name leite sich vom Raketenforscher Rudolf Nebel ab, dem am 27. März 1930 bei der Chemisch-Technischen Reichsanstalt in Berlin erstmals ein Funktionsnachweis eines Raketentriebwerks gelungen war. Diese Behauptung macht allerdings wenig Sinn, wenn man berücksichtigt, dass die ersten beiden Nebelwerfer 10-cm-Nebelwerfer 35 und 10-cm-Nebelwerfer 40 keine Raketenwerfer wie die späteren Nebelwerfer waren, sondern Mörser. Des Weiteren basiert die Behauptung auf den Aussagen von Rudolf Nebel selbst, wäre eine Truppengattung nach ihm benannt worden würde es dafür entsprechende Angaben in der zeitgenössischen Literatur geben.

„Ich bin im Ersten Weltkrieg Jagdflieger gewesen und habe damals die sogenannten Nebelwerfer erfunden. Mit diesen Nebelwerfern habe ich damals feindliche Flugzeuge abgeschossen. Es wurde mir dann verboten, mit diesen Nebelwerfern weiterzuarbeiten. Ich hatte aber erkannt, dass in der Raketenentwicklung eine großzügige Weiterentwicklung bis zur Raumschifffahrt gewährleistet werden kann, wenn das entsprechend aufgezogen wird.“

1934 wurde Nebel im Zusammenhang mit dem Röhm-Putsch verhaftet und von jeglicher Raketenentwicklung auf Lebenszeit ausgeschlossen. Für seine Raketenentwicklung wurde er mit 75.000 Reichsmark abgefunden, da er als politisch unzuverlässig galt. Wernher von Braun und weitere von Nebels Mitarbeitern gingen zur Reichswehr und entwickelten weiter Raketen.

## Nebelwerfer 35 und 40
Neben den verschiedenen Raketenwerfer-Typen, die als Nebelwerfer bezeichnet wurden, gab es die 100-mm-Nebelwerfer 35 und 40, die nach dem Granatwerferprinzip funktionierten.

## 8-cm-SS-Vielfachwerfer

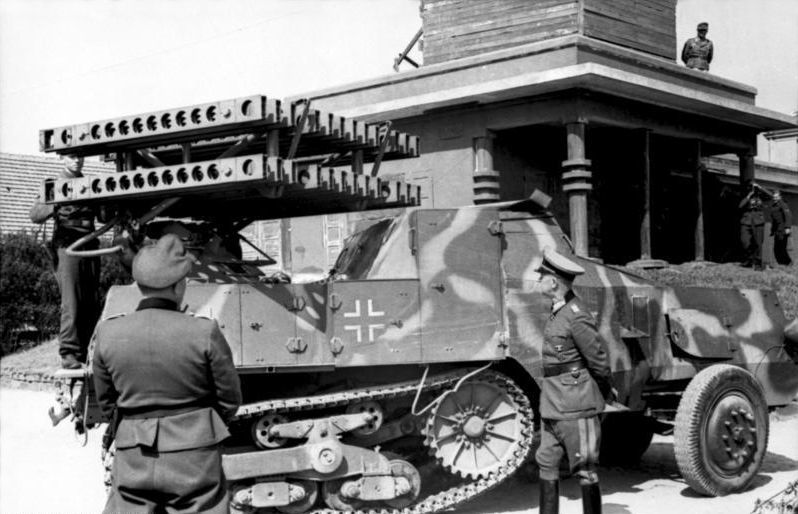
8-cm-Vielfachwerfer montiert auf einem SOMUA MCG

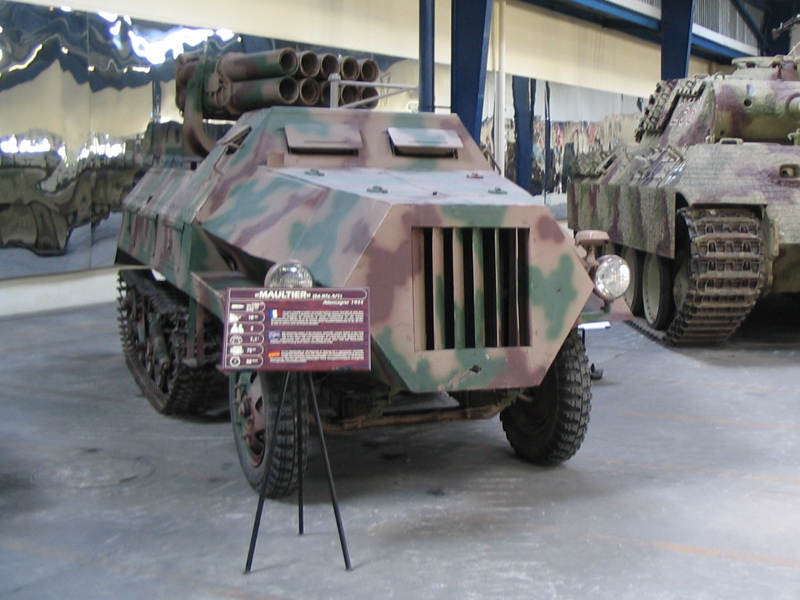
Panzerwerfer 42

Die Konkurrenz zwischen Wehrmacht und den militärischen Verbänden der SS führte 1940 zur Schaffung eines eigenen Waffenamtes der SS. Es wurde Forschung und Entwicklung an Waffensystemen betrieben und es wurden Kontakte mit der Rüstungsindustrie geknüpft, insbesondere Skoda und die Waffenwerke Brünn kooperierten mit diesem Amt. Häufig wurde von der SS in Ermangelung von ausreichenden Zuteilungen durch das Heereswaffenamt (HWA), die Nutzung von erbeutetem Gerät vorangetrieben.
Mit Beginn des Unternehmen Barbarossa fielen der Wehrmacht auch eine Reihe von Mehrfachraketenwerfern auf LKW-Fahrgestell vom Typ BM-8-48 „Katjuscha“ in die Hände. Diese wurden nach Deutschland überführt, vom HWA begutachtet und anschließend nach Großendorf bei Danzig zur Erprobung in der Versuchsanstalt (VA) überführt. Diese Forschungs- und Entwicklungsstätte wurde im Auftrag der SS vom deutschen Raketentechniker Rolf Engel geleitet. Er veranlasste den Nachbau der Werfer bei den Waffenwerken Brünn.
Im März 1942 wurde begonnen, die Beutemunition zu analysieren und in der Sprengstofffabrik Semtin eine Pilotserie (20 St.) eigene Geschosse zu produzieren. Gleichzeitig wurde an einem Werfer mit 48 Gleitschienen von 2 m Länge aus Blech gearbeitet. Die Raketensalve wurde innerhalb 30 Sekunden verschossen und deckte einen Bereich von ca. 162 × 265 m ein. Die Waffe wurde auf dem Sd.Kfz. 4/2 und dem Turm dieses Panzerwerfers montiert. Die Versuche, die Waffen über das HWA einzuführen, scheiterten an dessen Widerstand mit verschiedenen Begründungen. Im März 1943 erreichte die SS schließlich die Aufstellung einer Vielfachwerfer-Batterie mit vier Fahrzeugen zur Truppenerprobung. Die anfänglich geringe Reichweite führte dazu, dass keine flächendeckende Einführung erfolgte.
Im Februar 1944 gab es eine neuerliche Besprechung mit dem HWA und dem Chef des SS-Waffenamtes, SS-Brigadeführer Gärtner. Ein Großversuch wurde wieder abgelehnt, im März konnte man jedoch über die Intervention bei Hitler einen neuen Großflächenversuch durchsetzen.
Es existieren Fotos von 8-cm-Vielfachwerfern auf der Lafette des Panzerwerfers 42 (Sd.Kfz.4) und dem SOMUA MCL (Baustab Becker, für die 21. PD).
Die 8-cm-Raketen der „Himmler-Orgel“ sollen bei einer Geschwindigkeit von 335 km/h eine Reichweite von anfänglich 3000 und nach Verbesserung von 6000 m gehabt haben.

## 15-cm-Nebelwerfer 41

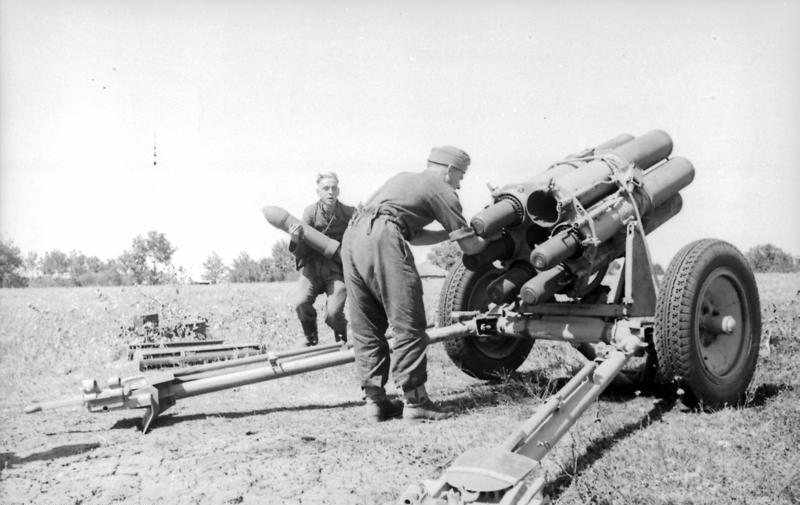
Laden eines 15-cm-Nebelwerfers der Wehrmacht im Einsatz in Russland, 1943

Der 15-cm-Nebelwerfer 41 ist das Gerät, das allgemein mit dem Namen Nebelwerfer verbunden wird. In der Grundversion konnte die Waffe aus im Kreis angeordneten glatten Rohren von 1300 mm Länge in einer 10 Sekunden dauernden Salve sechs Raketen im Kaliber von 150 mm bis zu einer Entfernung von maximal 10.000 m abfeuern. Die Rohre hatten jeweils drei eingedrückte Sicken, die als Führungsleisten für die Rakete dienten. Das Gerät basierte auf der Lafette, die auch bei der 3,7-cm-Pak Verwendung fand, und wog in Stellung gebracht leer 540 kg.
Der Aufbau des 34,2 kg schweren Raketenkörpers war ungewöhnlich. Der Treibsatz von 6,5 kg befand sich im Kopf der Rakete und die Gase strömten durch 26 seitlich angebrachte Düsen aus, durch zusätzliche Schrägstellung der Düsen zur Seite wurde eine Drallstabilisierung erzielt. Der mit 2,4 kg Sprengstoff bestückte Splittergefechtskopf befand sich im Heck der Rakete, dadurch lag bei der Detonation der Sprengkopf etwas über dem Boden und ermöglichte eine bessere Wirkung. Das Verhältnis zwischen dem Gesamtgewicht von 34,2 kg und dem Gewicht der Sprengladung von nur 2,4 kg sollte im Ziel eine möglichst große Splitterwirkung entfalten. Dementsprechend weniger bedeutend war die Wirkung des reinen Gasschlags.
Gemäß Kriegsstärke-Nachweis 613 von 1. März 1943 wurde der Werfer in der Batterie zu 6 Geschützen in der Bespannung mit der Protze der le.FH 16 gefahren.
Auch im Gebirge oder bei Schnee konnte der Nebelwerfer 41 transportiert werden. Dazu wurde dieser auf den Heeresschlitten (Hs. 5), welcher ab 1942 zur Verfügung stand, verlastet. Alternativ zu den Schlitten wurden sogenannte Schneekufen bereitgestellt. Diese bestanden aus zwei Radkufen und einer Spornkufe und dienten zum Fortbewegen des Nebelwerfer im tiefen Schnee. Zeitgleich zum Transport konnten die Kufen auch als Schießunterlage für das Geschütz genutzt werden. Oftmals wurden diese Kufen, durch zur Verfügung gestellter Zeichnungen, selbst angefertigt. Gezogen wurde das Geschütz dann durch die Soldaten selber.

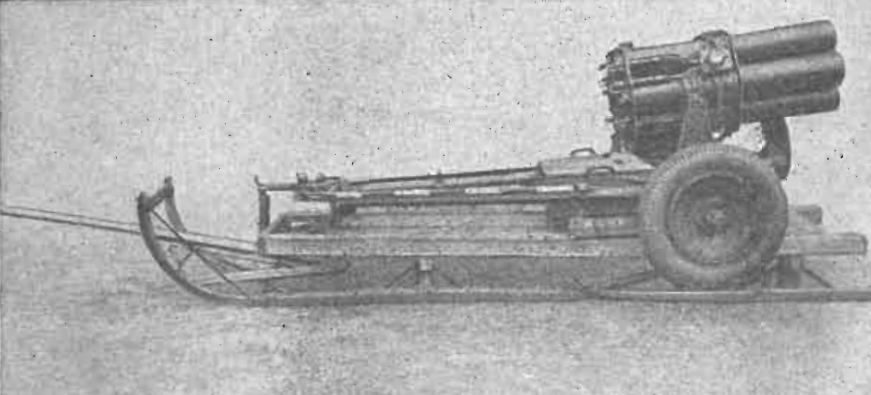
Der Nebelwerfer 41 auf dem Hs. 5
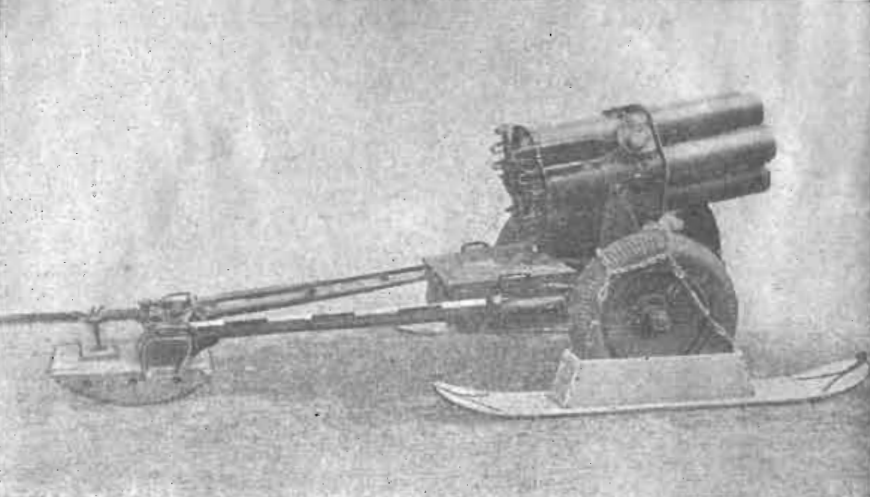
Der Nebelwerfer 41 auf Schneekufen

Die gleichen Startrohre in zwei Reihen zu je fünf Stück wurden auch auf gepanzerten Opel-Halbkettenfahrzeugen (Sd.Kfz. 4/1 „Maultier“) – unter der Bezeichnung „Panzerwerfer 42“ – montiert.

## 21-cm-Nebelwerfer 42

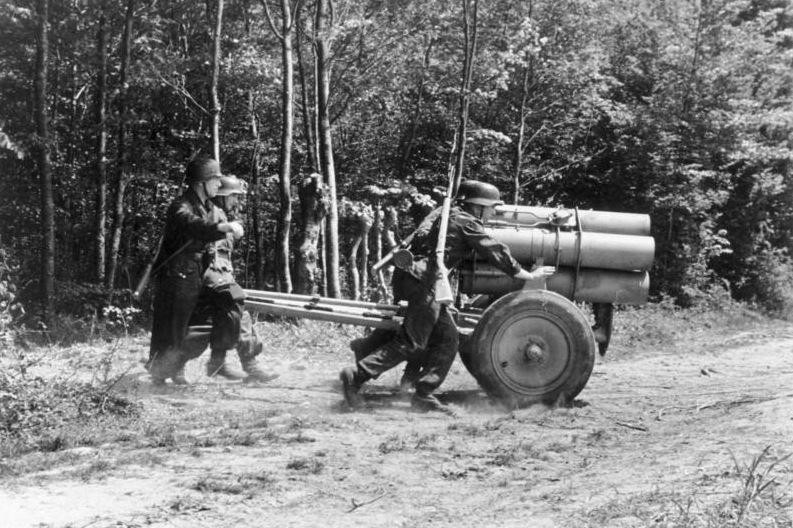
Soldaten rollen einen 21-cm-Nebelwerfer 42 im Jahr 1944 in Frankreich aus einer Deckung

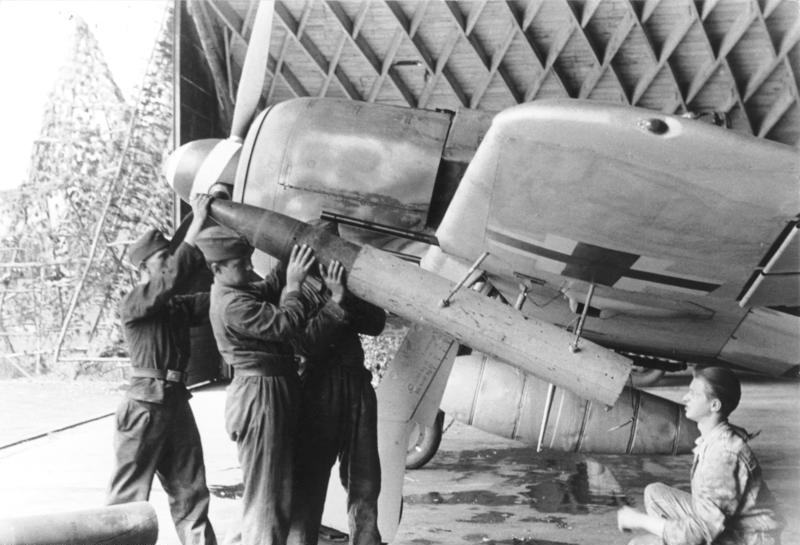
Bewaffnung eines Jagdflugzeugs Focke-Wulf Fw 190 mit Werfergranaten 21

Dieser mit fünf im Kreis angeordneten Rohren von 1300 mm Länge ausgestattete Werfer feuerte 110 kg schwere Raketen über eine Reichweite von 7850 m. Die 1260 mm lange Rakete hatte einen konventionellen Aufbau mit 22 am Heck angebrachten, zur Drallerzeugung leicht schräggestellten Düsen. Der auf Sprengwirkung ausgelegte Gefechtskopf trug 38,6 kg Sprengstoff. Obwohl aerodynamisch besser gestaltet als die Raketen des 15-cm-Nebelwerfers, hatte diese Rakete eine größere Streuung. Versuche ergaben, dass die Presslinge der Treibladung vor dem Ende der Brennzeit zusammenbrachen, wodurch sich ein schwankender Anstieg des Schubes ergab.
Diese Rakete wurde auch aus unter den Flügeln angebrachten Einzelrohren von Jagdflugzeugen und Bf-110-Zerstörern gestartet, um alliierte Bomberverbände aus größerer Entfernung bekämpfen zu können. Dabei zeigte sich, dass die Drallstabilisierung mit schräg angeordneten Düsen eine korkenzieherartige Flugbahn bewirkte. Um diesem Problem zu begegnen, ging man zu einer verlängerten Einzeldüse über, die vier nach hinten aufklappende Messerleitwerkflügel trug.
Aus den 21-cm-Werferrohren konnten nach Einsetzen von zusätzlichen Führungsschienen auch die Raketen des 15-cm-Nebelwerfers abgefeuert werden.

## Schweres Wurfgerät 40/41

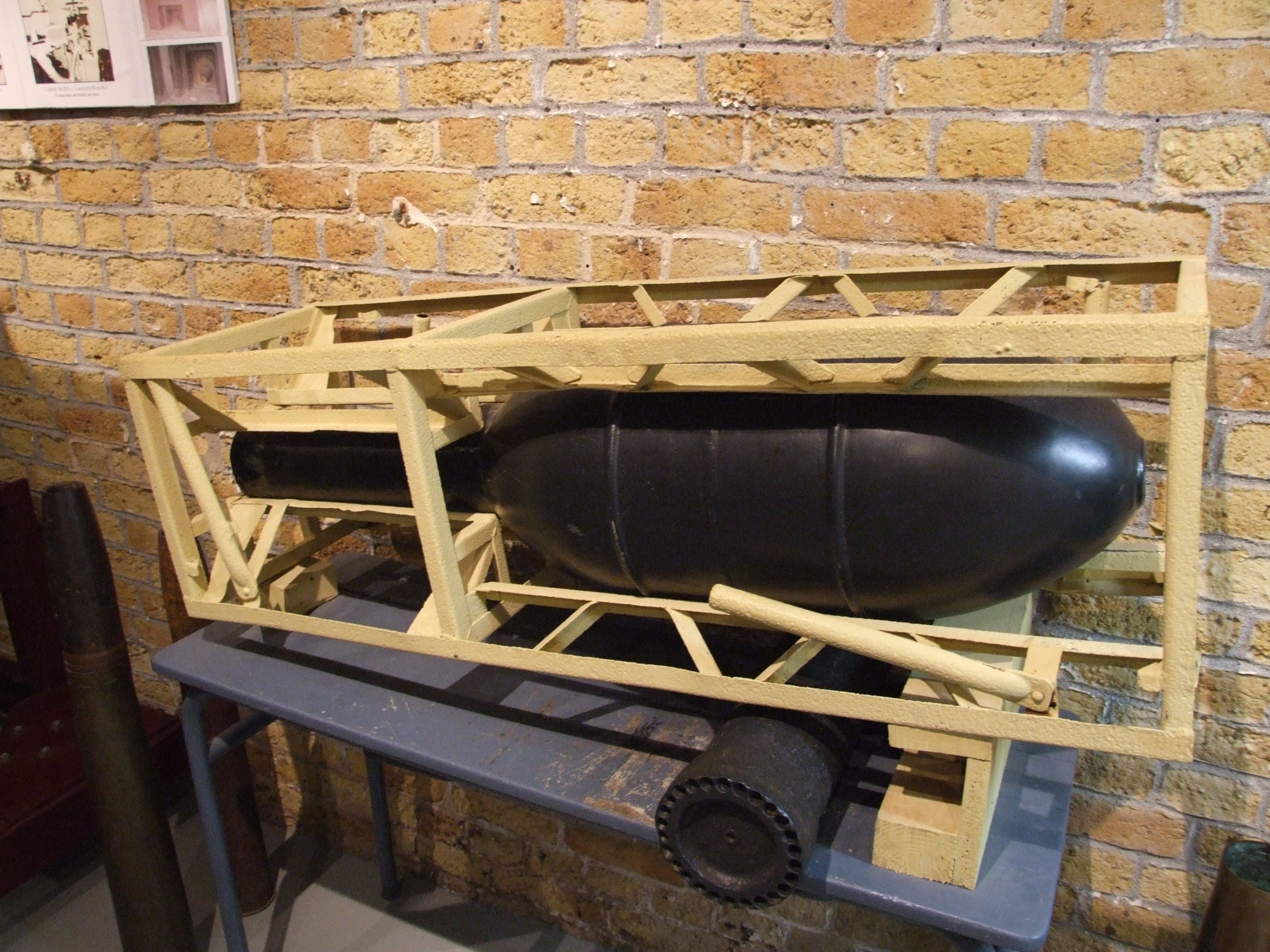
Schweres Wurfgerät 41, ausgestellt im Mémorial du Souvenir, Dünkirchen

Das schwere Wurfgerät 40 (Holz) und das schwere Wurfgerät 41 (Stahl) konnten sowohl den 28-cm-Sprengwurfkörper als auch den 32-cm-Flammwurfkörper abfeuern. Beim Wurfgerät 40 waren vier hölzerne Packkisten von 30 kg Gewicht auf einem 52 kg schweren Gestell untergebracht. Ersetzt wurde es 1941 durch das schwere Wurfgerät 41 (Stahl), bei dem vier Raketen jeweils in einer 20 kg schweren Stahlpackkiste auf einem 110 kg schweren stählernen Gestell untergebracht waren.

### 28-cm-WK-Spr

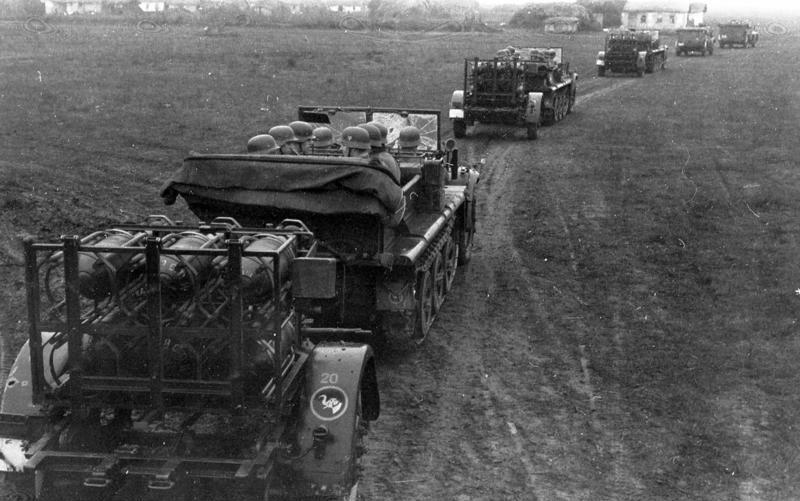
28/32-cm-Nebelwerfer 41 in Russland

Bei dem 28-cm-WK-Spr handelte es sich um den Treibsatz der 15-cm-Werfergranate 41 mit einem überkalibrigen Sprengkopf mit 1 mm Wandstärke. Bei 1260 mm Länge und 82 kg Gesamtgewicht trug der auf Druckwirkung (Gasschlag) ausgelegte Gefechtskopf 50 kg Sprengstoff. Wegen des kleinen Treibsatzes wurde nur eine Reichweite von etwa 1900 m erzielt und die Streuung war erheblich. Da es sich aber um eine Flächenwaffe handelte, konnte die Streuung in Kauf genommen werden. Die große Wirkung brachte der Waffe den Namen „Stuka zu Fuß“ ein, wegen des Startgeräuschs wurde sie auch „Heulende Kuh“ genannt.

### 32-cm-WK-Flamm
Der 32-cm-WK-Flamm hatte den gleichen Treibsatz, der Gefechtskopf von maximal 33,7 cm Durchmesser trug 50 l Flammöl und eine Zerlegeladung von 1,6 kg. Bei 1300 mm Länge und 79 kg Gesamtgewicht wurde eine Reichweite von etwa 2200 m erzielt. Ein Treffer setzte eine Fläche von etwa 200 m² (entspricht beispielsweise einem Quadrat von etwa 14 × 14 Metern) in Brand. Es war üblich, eine Raketen-Salve dergestalt zu mischen, dass das Verhältnis von Sprengmunition zu Flamm-Munition fünf zu eins betrug. Beispielsweise trug das SdKfz 251/1 Ausf. B mit Wurfrahmen meistens fünf 28-cm-WK-Spr und einen 32-cm-Wurfkörper Flamm in seitlich angebrachten einzelnen Wurfrahmen 40.

## 28/32-cm-Nebelwerfer 41

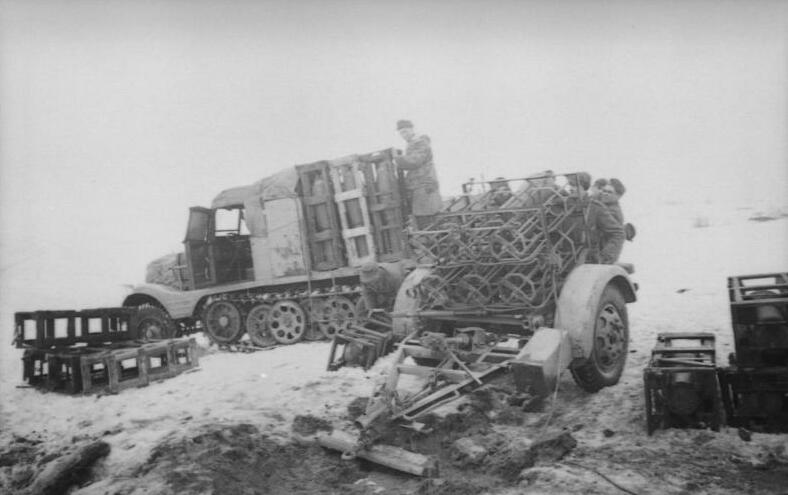
28/32-cm-Nebelwerfer 41 mit Sd.Kfz. 11

Der 28/32-cm-Nebelwerfer 41 war eine Anhängerlösung für die schon im Einsatz befindlichen Geschosse des schweren Wurfgeräts, bei dem vom Anhänger herunter geschossen werden konnte. Als Zugfahrzeug konnten die in Serie gefertigten Sd.Kfz. 10 oder Sd.Kfz. 11 verwendet werden. Die Waffe war mit 2000,-- Reichsmark auch nur halb so teuer wie ein 21cm Nebelwerfer 42. Es entfiel die Beladung des Werfergestells mit den schweren Geschossen beim Beziehen einer Feuerstellung und es konnte nach dem Schuss ein schneller Stellungswechsel vorgenommen werden. Für jeden weiteren Schuss aus einer bezogenen Feuerstellung musste das Gerät von vorne mit den Raketengeschossen beladen werden, welche auf den Zugfahrzeuge oder zusätzlichen Munitionsfahrzeugen mitgeführt wurden. Zur größeren Stabilisierung erhielt der Anhänger vorne zwei Stützen am Rahmen in Feuerrichtung und eine Klappstütze mit einem Spornblech an der Deichsel. Das Richten mit Richtaufsatz 35 erfolgte für die Höhe mit einer Ratsche und für die Seite mit einer Kurbel. Mit einschiebbaren Metallrahmen-Einsätzen war auch bei diesem System der Schuss mit den 28-cm-Spr Geschossen möglich. Die Geschosse wurden elektrisch per Glühzündstück 40 ohne Verzögerung gezündet. Der Abschuss erfolgte mindestens 3 Minuten versetzt nacheinander. Das Nachladen benötigte ca. 5 Min und auf kurze Distanz wurden nur die oberen drei Rahmen beladen.
Eingeführt 1941, doch aufgrund der geringen Reichweite (1.925 m Sprenggeschoss/2.200 m Flammgeschoss) wurde die Waffe nur wenig verwendet. Auch erlaubte die große Streuung der Geschosse ausschließlich die Bekämpfung von Flächenzielen wie zum Beispiel Ortschaften.

### Technische Daten
Bezeichnung: 28/32 cm Nb W 41
|Lafette: Einheitsanhänger (1-achs) Typ B
|Gewicht (leer): 1130 kg
|Gewicht (beladen: 28cm Spreng): 1630 kg
|Gewicht (beladen: 32cm Flamm): 1600 kg
|Abmessungen in Fahrstellung:
- 1,91 m breit
- 1,69 m hoch
- 3,20 m lang
|Spurweite: 1,58 m
|Minimale Schußweite: 750 m
|Richtmittel: Richtaufsatz 35

## 30-cm-Nebelwerfer 42
Im Juli 1943 wurde offiziell der 30-cm-Nb.W. 42 eingeführt. Die 1098 kg schwere Waffe war eine verbesserte Ausführung des 28/32-cm-Nb.W. 41, bei der sechs Stahlpackkisten in zwei Reihen übereinander angebracht waren. Wegen der geringen Reichweite der 28/32 WK. wurde der mit dem Treibsatz der 21-cm-Rakete ausgestattete 30-cm-WK. 42 Spr. entwickelt. Der 127 kg schwere und 1249 mm lange Wurfkörper, der 45 kg Sprengstoff trug, hatte eine Reichweite von etwa 4550 m.

## 30-cm-Raketen-Werfer 56
Anfang 1944 wurde das gut funktionierende Konzept der Werfer auf Anhängerfahrgestellen um ein Kombinationsmodell ergänzt. Dieses konnte sowohl 30-cm-Werfergranaten als auch die 15-cm-Werfergeschosse mit der größeren Reichweite verschießen. Vom 30-cm-Raketen-Werfer 56 wurden etwa 500 Stück gebaut.